# Corentin (Comic)
Corentin ist ein von Paul Cuvelier im realistischen Stil gezeichneter frankobelgischer Comic. Der im 17. Jahrhundert spielende und von einem bretonischen Waisenjungen handelnde Comic wurde im deutschsprachigen Raum zunächst unter dem Titel Florian veröffentlicht.

## Handlung
Der junge Bretone Corentin läuft von seinem gewalttätigen Onkel davon und kommt nach einer beschwerlichen Reise im fernen Indien an. Er freundet sich mit dem jungen Inder Kim an und findet in Belzébuth, einem Gorilla, und Moloch, einem Tiger, zwei weitere treue Begleiter. Zudem trifft er auf die schöne Prinzessin Sa-Skya. Im geheimnisvollen Orient geraten sie mehrmals in gefährliche Situationen. Die dritten Episode schildert ein Abenteuer seines gleichnamigen Enkels im Wilden Westen.

## Zeichner und Autoren
Zeichner der Abenteuerreihe war Paul Cuvelier; er hatte die Figur bereits als Junge erfunden, um seine Brüder zu unterhalten.
Bei seinen Zeichnungen zeigte Cuvelier Einflüsse von Paul Févals Corentin Quimper, Daniel Defoes Robinson Crusoe und Rudyard Kiplings Kim. Erster Autor war Jacques Van Melkebeke. Ihm folgten Greg, Jacques Acar und Jean Van Hamme. Cuvelier hatte bereits für den erotischen Comic Epoxy mit Van Hamme zusammengearbeitet, bevor dieser zwei Corentin-Episoden beisteuerte.
Um sich der Malerei zu widmen, gab Cuvelier die Serie Anfang der 1950er-Jahre auf und setzte sie erst 1958 fort.

## Veröffentlichung
Die Serie erschien zwischen 1946 und 1973 in der belgischen und von 1948 bis 1973 in der französischen Ausgabe von Tintin. Dabei fiel das Debüt von Corentin mit dem Debüt von Tintin zusammen. Das Verlagshaus Le Lombard begann 1950 mit der Albenausgabe und veröffentlichte 2010 eine Gesamtausgabe.
Im deutschsprachigen Raum wurden bereits in den 1950er-Jahren in der Jugendzeitschrift Dalla Abenteuer von Corentin unter dem Titel Florian veröffentlicht. Darüber hinaus gaben CCH 1987 das erste Album unter dem Titel: Florians Abenteuer im Einfarbdruck und Salleck im Jahr 2000 das dritte Album (Titel: Corentin bei den Indianern) im Vierfarbdruck heraus.
In Italien wurden Corentins Abenteuer ab 1950 zunächst in der Wochenzeitung La Vispa Teresa, später unter anderem in der Zeitschrift Corriere dei Piccoli veröffentlicht.

## Alben
- Les Extraordinaires aventures de Corentin (1950)
- Les Nouvelles aventures de Corentin  (1952)
- Corentin chez les peaux-rouges (1956)
- Le Poignard magique (1963)
- Corentin et le signe du cobra (1969)
- Corentin et le prince des sables (1970)
- Le Royaume des eaux noires (1974)
- Les Trois perles de Sa-Skya (2016)

## Rezeption
Laut Marcel Feige zeigten insbesondere die ersten Corentin-Episoden, „dass Cuvelier mit seinem Stil neben Hergé, Jacques Martin und Edgar P. Jacobs zu den bedeutendsten Mitarbeitern des Magazins Tintin gehörte.“ Für Andreas C. Knigge gehören die Corentin-Abenteuer nach Wiederaufnahme im Jahr 1958 „zum Besten […], was die belgischen Comics in den 60er Jahren hervorgebracht haben.“
Der französische Comiczeichner Michel Rouge benannte seinen Sohn nach der Comicfigur.

## Trickfilm
Im Jahr 1993 wurde in Frankreich eine 26-teilige Zeichentrickserie produziert, die auf dem Comic basierte. Ihr deutscher Titel war Corentins phantastische Abenteuer.